# Viloria de Rioja
Viloria de Rioja là một đô thị trong tỉnh Burgos, Castile và León, Tây Ban Nha. Theo điều tra dân số 2004 (INE), đô thị này có dân số là 62 người. It was the birthplace of Saint Dominic de la Calzada (1019-1109).